# Nüzgər
Nüzgər (eingedeutscht Nüsgär) ist ein Dorf im Rayon Cəbrayıl von Aserbaidschan.

## Geographische Lage und Geschichte
Nüzgər liegt in der Ebene des Flusses Aras, ca. 17 Kilometer östlich der Provinzhauptstadt Cəbrayıl. Über die frühere Geschichte des Dorfes ist nicht viel bekannt. Vermutet wird, dass es durch die Eingewanderten aus dem iranischen Aserbaidschan gegründet wurde.
Während der zaristischen Herrschaft war Nüzgər Teil der Ujezd Cəbrayıl, die wiederum zum Gouvernement Elisawetpol gehörte. Gemäß den statistischen Angaben der Zarenregierung aus dem Jahr 1886 lebten in der Ortschaft etwas mehr als 200 Menschen, alle Aserbaidschaner. Sie waren hauptsächlich in der Landwirtschaft beschäftigt. Dem “Kaukasischen Kalender” von 1911 zufolge lag die Bevölkerungszahl bei ca. 400.
Ab 1930 war Nüzgər Teil der neu etablierten Provinz Cəbrayıl der Aserbaidschanischen SSR.
Im Zuge des Ersten Bergkarabachkrieges wurde das Dorf im August 1993 von armenischen Truppen besetzt und die Einwohner vertrieben. Während der armenischen Besatzungszeit (1993–2020) wurde Nüzgər vollständig zerstört.
Am ersten Tag des Zweiten Bergkarabachkrieges, dem 27. September 2020, verkündete das Verteidigungsministerium Aserbaidschans die Rückeroberung der Ortschaft. Vom Dorf sind heutzutage nur Ruinen übriggeblieben.